# Stjepan Planić
Stjepan Planić (Zagreb, 27. prosinca 1900. – Zagreb, 26. prosinca 1980.), hrvatski arhitekt.
Jedan je od najznačajnijih modernih hrvatskih arhitekata 20. stoljeća, koji je najviše djelovao na području Zagreba, ali je zapažena ostvarenja ostavio i u drugim dijelovima Hrvatske (Čakovec, Kalnik, Požega, Jadranovo, Novi Vinodolski, Vis).

## Životopis
Planić 1920. godine završava Državnu tehničku školu u Zagrebu te počinje raditi u arhitektonskom birou Rudolfa Lubynskog, a nakon odsluženja vojnog roka prelazi u građevinsku tvrtku Ivančević i Wolkenfeld gdje radi do 1927. godine kada otvara vlastiti arhitektonski biro koji obavlja manje poslove. Istovremeno s radom u vlastitom birou pohađa arhitektonsku školu Drage Iblera koju završava 1931. godine. Tijekom 1930ih sudjeluje u više velikih natječaja na području Zagreba od kojih se posebno ističu oni za Sokolski dom ('30 - '31), Bolnica na šalati, Židovska bolnica ('31.) i Tomislavov dom ('34-'35).
Uz sudjelovanje na natječajima za veće projekte, projektira i mnoge obiteljske kuće od kojih se posebno ističu dvojna vila Belaj u Nazorovoj ulici, okrugla vila Furhmann na Gornjem prekrižju (1935.) i vila Cuvaj u Zamenhofovoj ulici. Planić je jedno vrijeme, tijekom Drugog svjetskog rata, od progona skrivao židovsku obitelj Furhmann.
Nakon drugog svjetskog rata nastavlja s radom i projektiranjem, često u državnoj službi, ali zbog izmijenjenih okolnosti nije u mogućnosti sudjelovati u izgradnji i nadzoru svojih projekata koliko i prije. Poseban je pečat dao u poslijeratnoj izgradnji Novakove ulice u kojoj je između ostalih građevina 1966. projektirao kuću-kocku obloženu ljubičastom opekom. U mirovinu odlazi 1970. godine, ali nastavlja s projektiranjem kuća, uglavnom vikendica na jadranskoj obali.
Dobitnik je nagrade za životno djelo nagrade Viktor Kovačić.

## Značajnija ostvarenja
Zgrade
- Stambena zgrada Mokrović, Zagreb, Draškovićeva 47, 1932.
- Stambeno - poslovna zgrada "Napretkova zadruga", Zagreb, Bogovićeva 1, 1937.
- Stambeno - poslovna zgrada "Vakufska palata", Banja Luka, Ulica Marije Bursać, 1938.

Kuće
- Obiteljska kuća i atelje Planić, Zagreb, Radnički dol 27, 1932.
- Villa Roth, Zagreb, Davor 6, 1933.
- Villa Fuhrmann, Zagreb, Gornje Prekrižje 30, 1935.
- Vila Cuvaj, Zagreb, Zamenhoffova 17, 1937.
- Vila Belaj, Zagreb, Nazorova 54, 1937.
- Najamna vila Malojčić-Grilec-Vinković, Zagreb, Nazorova 60, 1941-42.
- Vila Pfluger, Gornje Prekrižje 21

Potpuni popis projekata publicirao je Institut za povijest umjetnosti.

## Vanjske poveznice
- Planić, Stjepan Hrvatska tehnička enciklopedija, portal hrvatske tehničke baštine. LZMK

- Nacional: Arhitekt koji je oblikovao moderni Zagreb  Arhivirana inačica izvorne stranice od 18. siječnja 2008. (Wayback Machine)